# Mini Harpy
Mini Harpy — израильский боевой дрон-камикадзе. Разработчик и производитель — концерн IAI (Israel Aerospace Industries).

## Общая информация
Дрон-камикадзе создан для нейтрализации возможной угрозы, которые создают израильским ВВС зенитно-ракетные комплексы российского производства. В промо-ролике концерна, размещённом на YouTube, одна из мишеней для дрона напоминает радар всевысотного обнаружителя 96Л6Е, установленный на шасси МЗКТ-7930 от российских комплексов С-300 и С-400.
По сведениям разработчика, дрон способен барражировать, дожидаясь появления цели, и транслировать соответствующее видео оператору, а в боевых условиях является одноразовым беспилотником — при обнаружении цели аппарат пикирует на неё и уничтожает подрывом своей боевой части.
Беспилотник «Mini Harpy» может запускаться с наземных и морских позиций, а также вертолётов.
«Mini Harpy» впервые был показан в феврале 2019 года на выставке Aero India в Бангалоре.
В феврале 2019 года дрон прошёл испытания. Israel Aerospace Industries опубликовало видео с испытаний на своём канале на YouTube.

## Тактико-технические характеристики
На данный момент (2022 год) подробные ТТХ «Mini Harpy» неизвестны.
- Масса — 45 кг
- Масса боевой части — 8 кг
- Дальность полета  — до 100 километров от места запуска
- Продолжительность полёта — до 2 часов.